# Záhuba pohanův na Litvě
Záhuba pohanův na Litvě (v polském originále Kunigas) je historický román Józefa Ignacy Kraszewského vydaný v roce 1882 a věnovaný autorem Michałovi Jezierskému.

## Vznik

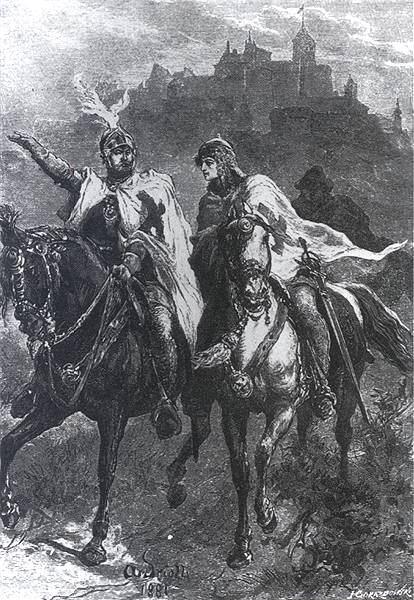
„… Jiří s Bernardem, za sebou maje nevolníka, jel do Binaufeldu…“ (ilustrace Michała Elwiro Andriolliho, 1895)

Námět pro dramatický příběh románu čerpal autor z vyprávění o hrdinské bitvě litevské tvrze s křižáky, které již dříve podal v rozsáhlé dvoudílné monografii Litwa – starożytne dzieje, ustawy, język, obyczaje, pieśni, przysłowia, podania itd. (Warszawa 1847-1850). Kraszewski se již dříve zabýval litevskou problematikou celkově, jelikož sám se považoval za „Litvína“ a byl hrdý na svůj východopolský původ Dějiště příběhu, litevskou krajinu, obšírně popsanou v díle, znal autor z vlastní zkušenosti, stejně jako podivuhodnou architekturu malborského hradu.
Autorovou inspirací rovněž mohl být nezávisle na jeho vlastních výzkumech také historický román Felikse Bernatowicze Pojata, dcera Lezdejky, aneb Litvíni v XIV. století (1826), která byla v první polovině století velmi populární a byla opakovaně vydána (6 vydání před Kraszewského románem) a překládána. Autor rovněž sám recenzoval a proto dobře znal dílo Władysława Syrokomly Margier – poemat z dziejów Litwy (1855), vycházející také z výše zmíněného litevského vyprávění.

## Příběh
Děj se odehráva ve 30. letech XIV. století. Dobu příběhu lze identifikovat podle zmínek o vládě Gediminase na Litvě (1316-1341) a „Ludera“ (Luther von Braunschweig) jako velmistra německého řádu. Román vypráví nezvyklý příběh Margera, mladého Litevce z významné rodiny kunigase (knížete), kterého křižáci v dětství unesli a vychovali jako křesťana pod jménem Jiří se záměrem využít ho proti jeho krajanům. Jiří se náhodou dozví pravdu o svém původu a začíná pomýšlet na útěk. Náhodou se také seznámí s mladou Litevkou Baniutou (přejmenovanou křižáky na Barbaru), která byla rovněž unesena a je držena na hradě. S pomocí dalších dvou Litevců v službách křižáků utečou z Malborského hradu a ukryjí se v nedostupné litevské divočině.
Jiří se jakožto „poněmčený“ odrodilec na počátku setkává s neochotnýma podezíravým přijetím, Baniuta, se kterou se mezitím sblížil a zasnoubil, je mu odebrána a určena jako služebnice pohanského božstva. Odhodlaný odpor mladého kunigase tento záměr zmaří. Svou zarputilostí přiměje matku, která mezitím pro něj přijela, aby se zasadila za propuštění Baniuty, a všichni společně se vydají do rodných Pillen — pohraniční pevnosti aktuálně ohrožené křižáckým vpádem. V závěru díla následují po sobě události v rychlém sledu: triumfální návrat, smrt Margerova dědečka a jeho pohřeb, svatba mladého páru a dramatický boj obránců proti křižáckým obléhatelům. Román končí tragickým obrazem lidu hynoucího v hořících Pillenách.

## Postavy

### Litevci

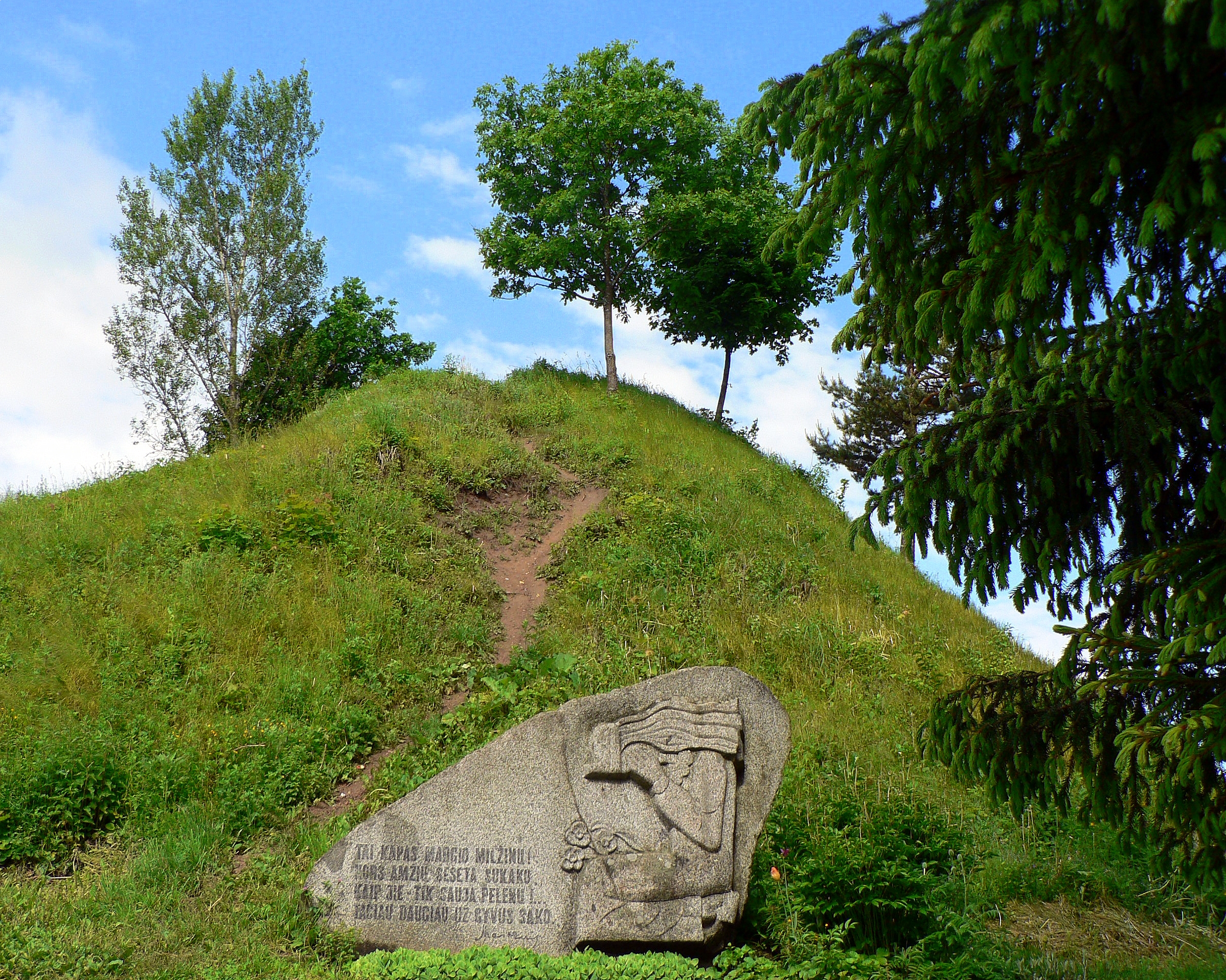
Zbytky opevnění a památník Margera a obránců pillenského hradu

- Marger/Jiří – kunigas (šlechtic, kníže) v dětství zajatý a vychovaný křižáky,
- Baniuta/Barbara – dívka zajatá křižáky, Margerova milá,
- Rymos – mladík zajatý křižáky, pacholek, druh Jiřího,
- Šventas – litevský odpadlík sloužící křižákům jako zvěd,
- Reda – vdova po zabitém kunigasovi z Pillen, matka Margera-Jiřího,
- Valgutis – Redin stařičký otec,
- Vižunas – Margerův pobočník při obraně hradu,
- Jargala – stará šlechtična, matka Baniuty,
- Konis – vejdalota, mladý kněz v Perkunasově svatyni.

### Křižáci
- Bratr Bernard – zasloužilý, vychovatel Jiřího za jeho pobytu v Malborku,
- bratr Silvester – řádový špitálník, pečující o Jiřího v době jeho choroby,
- Luder – velmistr řádu, pocházející z významného rodu,
- Siegfried von Ortlopp – jeden z významných členů řádu, příbuzný Gmundy,
- Gmunda Lewen – příbuzná Siegfrieda, provozovatelka „hostince“ ve městě, paní Baniuty,
- Dietrich von Binau – německý osadník hospodařící na statku u Malborku, dočasný opatrovník Jiřího,
- otec Antonín – kněz doprovázející křižáky, duchovní vychovatel Jiřího.

## Charakteristika románu
Autor s využitím svých dřívějších prací a svého zájmu o historii Litvy vytvořil poměrně hutný jednosvazkový román s dramatickou zápletkou a strhujícím dějem. V celém rozsáhlém Kraszewského díle je to jeden z pouhých čtyř románů, které se nevztahují k historii Polska a Poláků.. Při jeho tvorbě kriticky využíval dostupné zdroje a tvořil obraz křižáků a Litvy v souladu s tehdejšími poznatky vědy a výzkumu. Jak je u něj obvyklé, dovedně spojil plastickou vizi minulosti s imponující znalostí tématu. Důkazem svědomitého přípravné studia je jednak litevská slovní zásoba uplatněná v díle, jednak popisy obyčejů, např. pohřebních či svatebních (na konci XI. kapitoly).

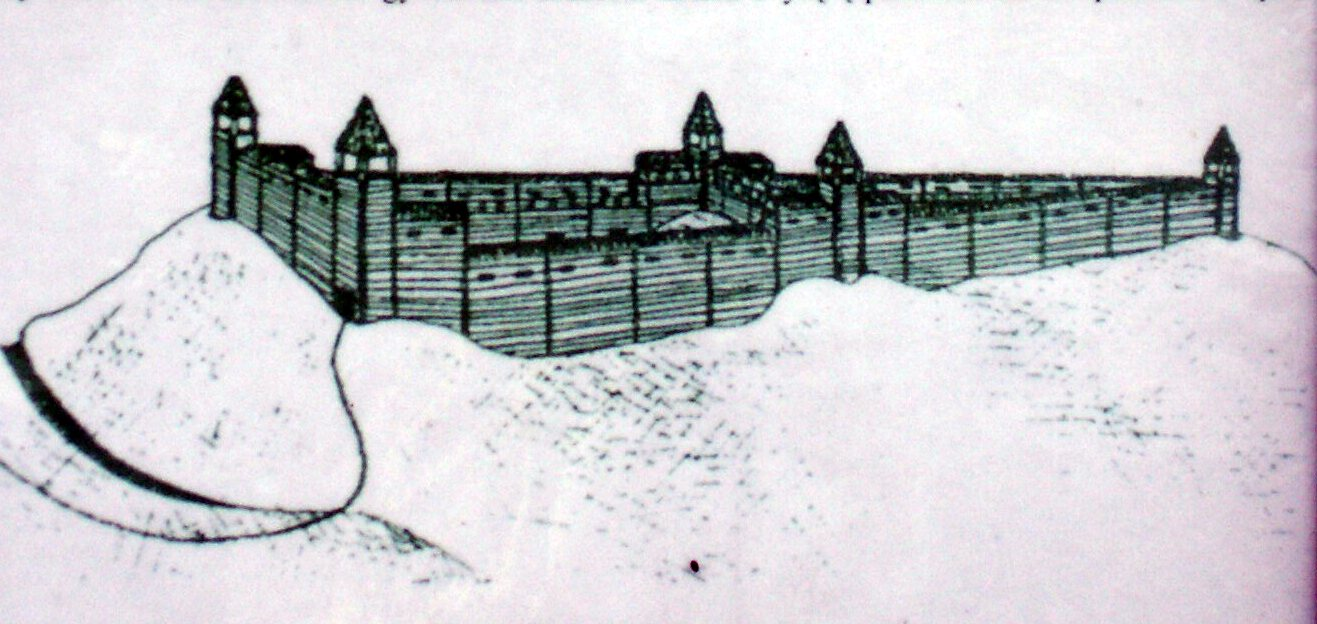
Rekonstrukce litevského hradiště: „Strašný jest zdaleka pohled na Pilleny. Toť obrové tam narovnali na sebe ty těžké klády zšíří člověka, svázané spolu jakoby byly srostlé.“ (z 3. kapitoly)

V souladu se soudobými poznatky je i popis opevněného hradiště nad řekou. Také samo dějiště příběhu je autentické: dnešní obec Punia nad Němenem (německy Pillenen, Pullen). Podobných obranných opevnění zvaných litevsky piliakalniai (doslova: „sypané kopce“, od pilies kalnas) měli Litevci v tom čase značné množství
Postava hlavního hrdiny Jiřího–Margera může být inspirována micikiewiczowským Konrádem Wallenrodem. Wallenrodství Margera je ale jiného typu než u jeho literárního předchůdce, jelikož Marger neváhá zahynout společně s rodáky při obraně ohrožené litevskosti a hranic vlasti. Vedle dovedně psychologicky rozlišených hlavních postav (bratr Bernard, Baniuta, Reda) je dosti přesvědčivě vykreslena duchovní přeměna odpadlíka Šventase, který proti vlastní vůli nalézá v sobě své potlačené litevství a stává se kunigasovi věrným společníkem.. Výstižně je rovněž podána postava a otřesené pocity matky, která navzdory silnému mateřskému citu jen obtížně překonává odstup vůči synovi ovlivněnému výchovou v nepřátelské kultuře.
Milostná zápletka má v díle pomocnou úlohu. Zpočátku je jen naznačena, postupně získává na významu a prohlubuje se na pozadí hlavního příběhu až do tragického vyvrcholení v poslední kapitole. V dramatické závěrečné části se spád událostí výrazně zrychluje a nastává změna nálady: radost mísí se se smutkem. Krom toho se v posledních dvou kapitolách mění charakter díla na částečně rytmizovanou poetickou prózu nahrazující dosavadní vyprávění založené na dialozích a popisech. Tyto kapitoly mají povahu elegie; heslem beznadějné obrany vlastní nezávislosti stává se opakovaná věta: „Jen jednou člověk umírá.“ Pod rouškou „historického kostýmu“ (S. Świerzewski) je dovedně skrytá analogie s bojem povstalců v r. 1863. Celkové poselství a nálada díla představovaly také pro autorovy současníky srozumitelné varování před ofensivním germanismem, které Kraszewski ve svých historických románech často opakoval.

## Význam a ohlasy
Mnohokrát byl zdůrazněno, že toto dílo významnou měrou povzbudilo povědomí Litevců o vlastní kultuře a historii a přispělo tím k jejich národnímu obrození. O neutuchajícím zájmu o toto dílo svědčí nejnovější vilenské knižní vydání v překladu a zpracování Jonasa Kličiusa.
Mimo oblast literatury bylo téma zpracováno v opeře Konstantyho Gorského o třech jednáních s názvem Margier (premiéra v r. 1927). Libreto opery ale vychází ze Syrokomlova díla.

Dnešní podoba hradiště Pilėnai
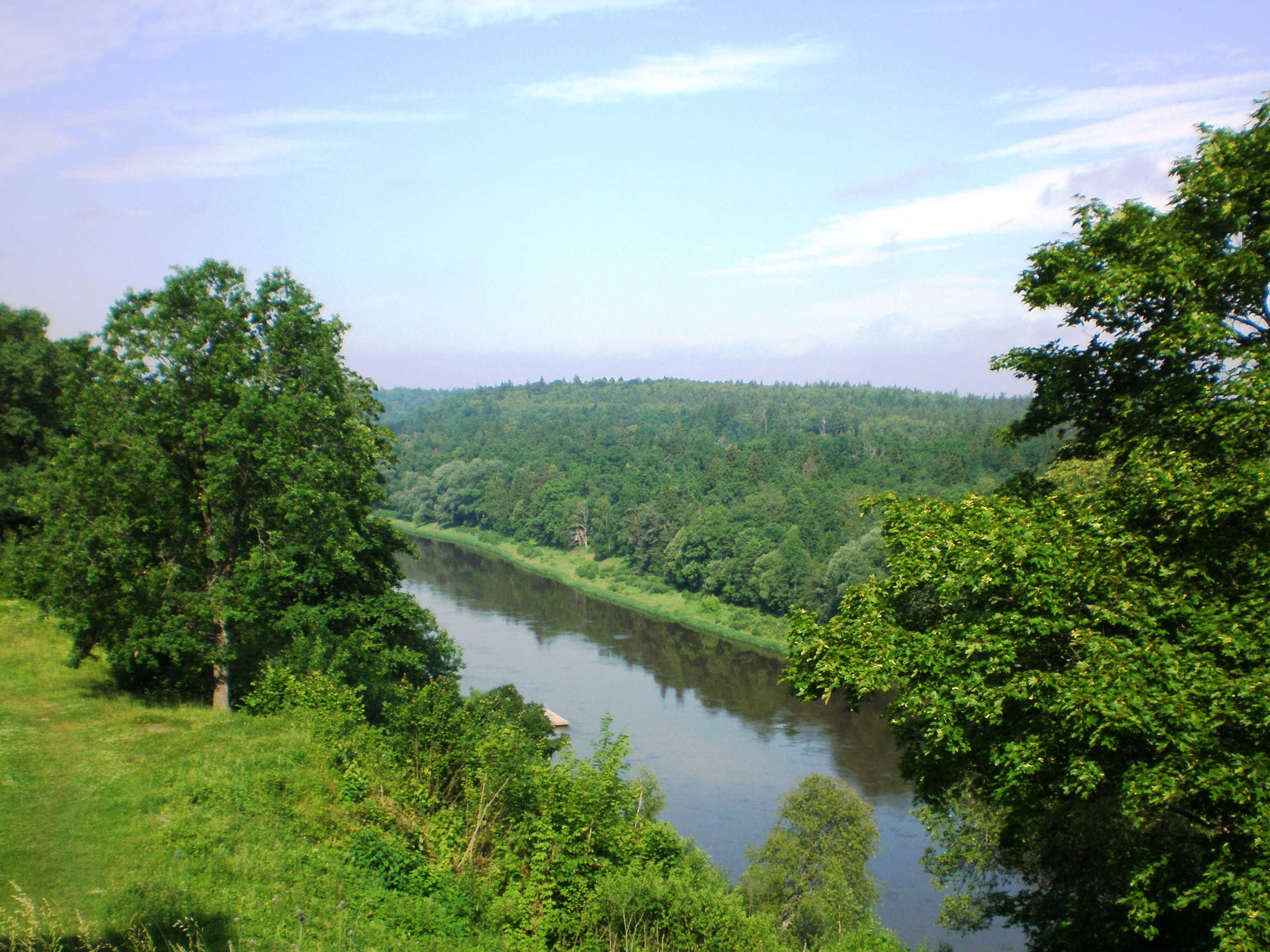
Němen v okolí hradu
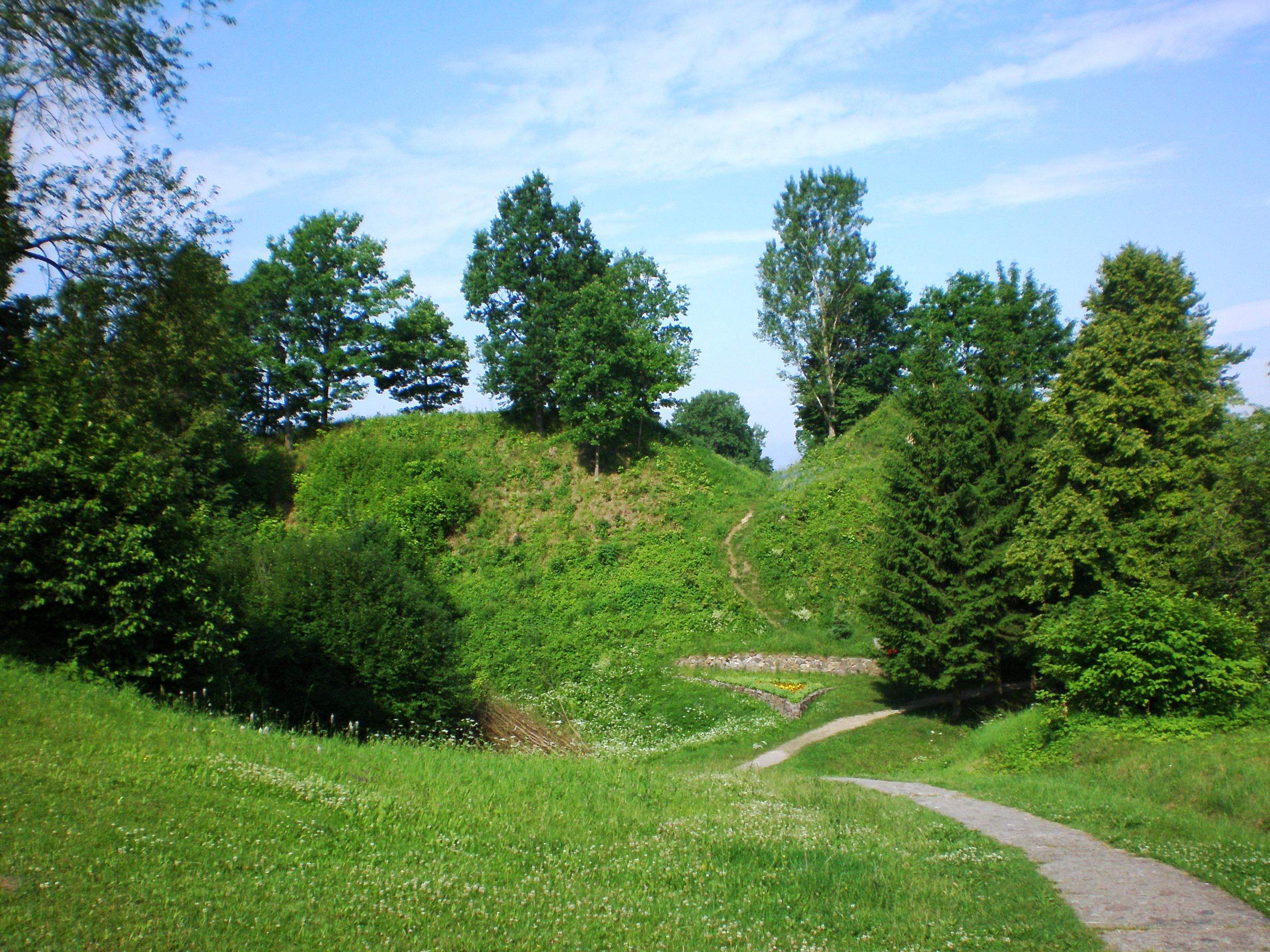
Zachovalá část opevnění
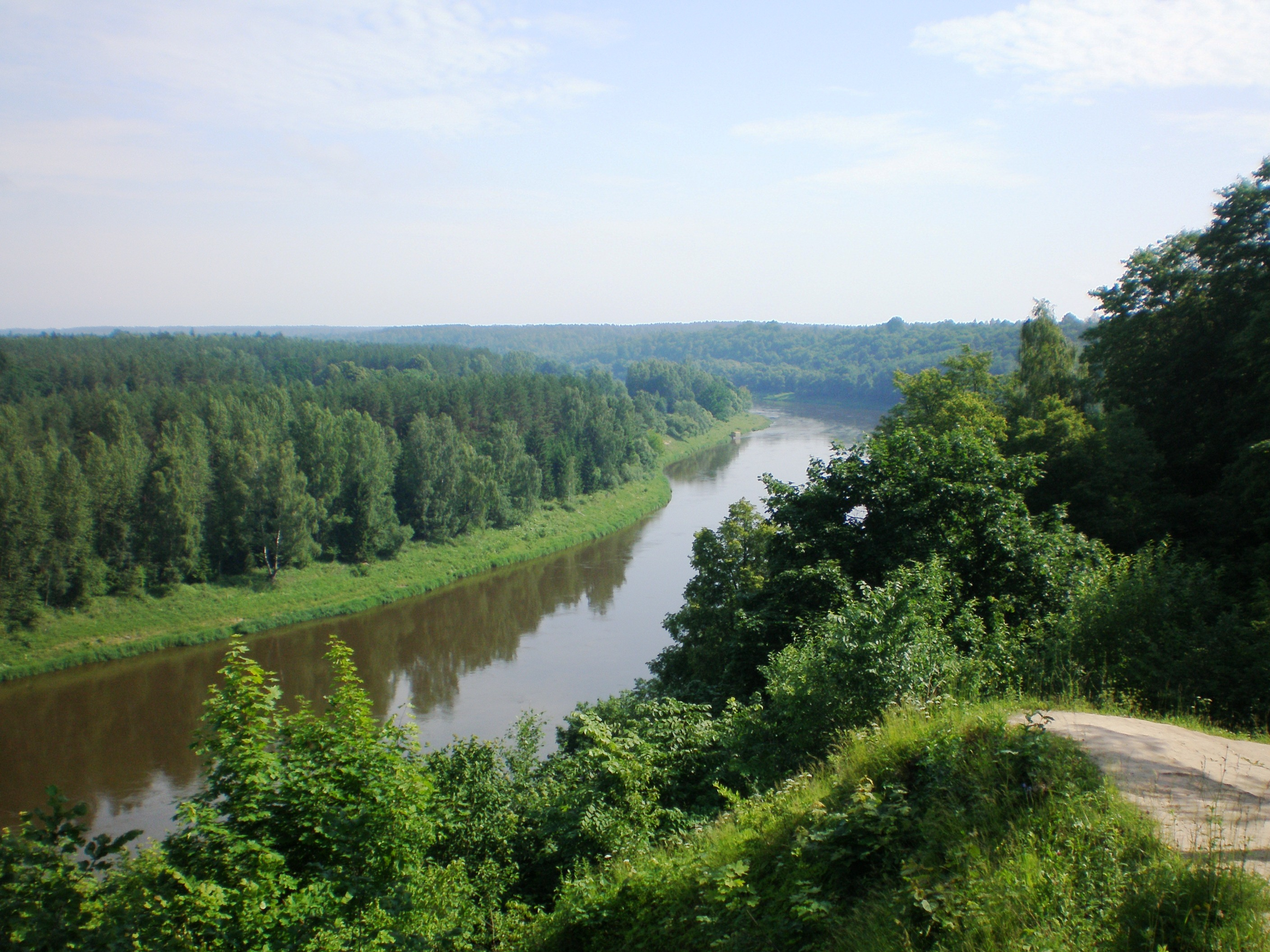
Pohled z opevnění na řeku

U paty návrší ticho teče starý Němen; vyhloubiv sobě pohodlné koryto skryl se v něm… Objal dokola písčitý náplav i pahorek jako pasem, a stiskl jej, jakoby se s ním chtěl pokochat a ho bránit. Neboť také na něm stojí starý pohraničný hrádek litevský, skoro tak starý jako otec Němen, který ho střeže.

3. kapitola

## Česká vydání
Český překlad Jakuba Malého vyšel v nakladatelství J. Otty v roce 1886.